# Àmderma
Àmderma (en rus Амдерма; literalment significa 'rocam de morses' en nenets) és una població amb el títol oficial d'assentament urbà des de 1936. Administrativament pertany a l'ókrug autònom dels Nenets, al nord de la part europea de Rússia; es troba a 490 km de la capital de l'ókrug, Narian-Mar, i a 350 km de Vorkutà. És a la costa del mar de Kara, a la península d'Ugra. Es troba a la intersecció de la ruta del nord i les rutes àrtiques.
Va ser fundada el 1933 com una població minera. Té una població de 650 persones (2002), tot i que tenia 5.100 habitants el 1989. Hi ha dipòsits miners de fluorita, que van ser descoberts el 1932 i van evitar que la Unió Soviètica n'hagués d'importar, però les mines es van abandonar a la dècada de 1990. Té port i aeroport (amb vols quatre vegades al mes a l'estiu i dues vegades al mes a l'hivern) i, fins al 1993, hi havia instal·lada una base militar aèria russa.

## Clima
Gaudeix d'un clima subàrtic, ja que està situada per sobre del cercle polar àrtic. El dia polar dura del 20 de maig al 30 de juliol i la nit polar, del 27 de novembre al 16 de gener.